# Universidade Nacional Maior de São Marcos
A Universidade Nacional Maior de São Marcos (UNMSM) (tradução do nome em espanhol: Universidad Nacional Mayor de San Marcos, em quechua: Mama Llaqtap San Markus Kuraq Yachay Sunturnin) é uma universidade pública peruana com sede na capital do país, Lima. Atualmente é a principal instituição de ensino do país. Também é oficialmente a primeira universidade peruana e a mais antiga do continente americano. Passaram pela universidade a maior parte dos mais influentes cientistas, políticos, escritores e filósofos do Peru contemporâneo.

## História
Foi fundada em 12 de maio 1551 por um decreto do rei Carlos I de Espanha, sendo, assim, a universidade mais antiga da América e uma das mais antigas do mundo. Por ter quase 500 anos de história, possui grande relevância. 
A origem desta universidade é mesma da origem da educação superior no Peru, pois foi o primeiro centro de conhecimento do país e do continente. Tem origem nos estudos gerais do convento do Rosário, ordem de Santo Domingo. Procurava, assim, satisfazer as necessidades do clero da época.

## Galeria

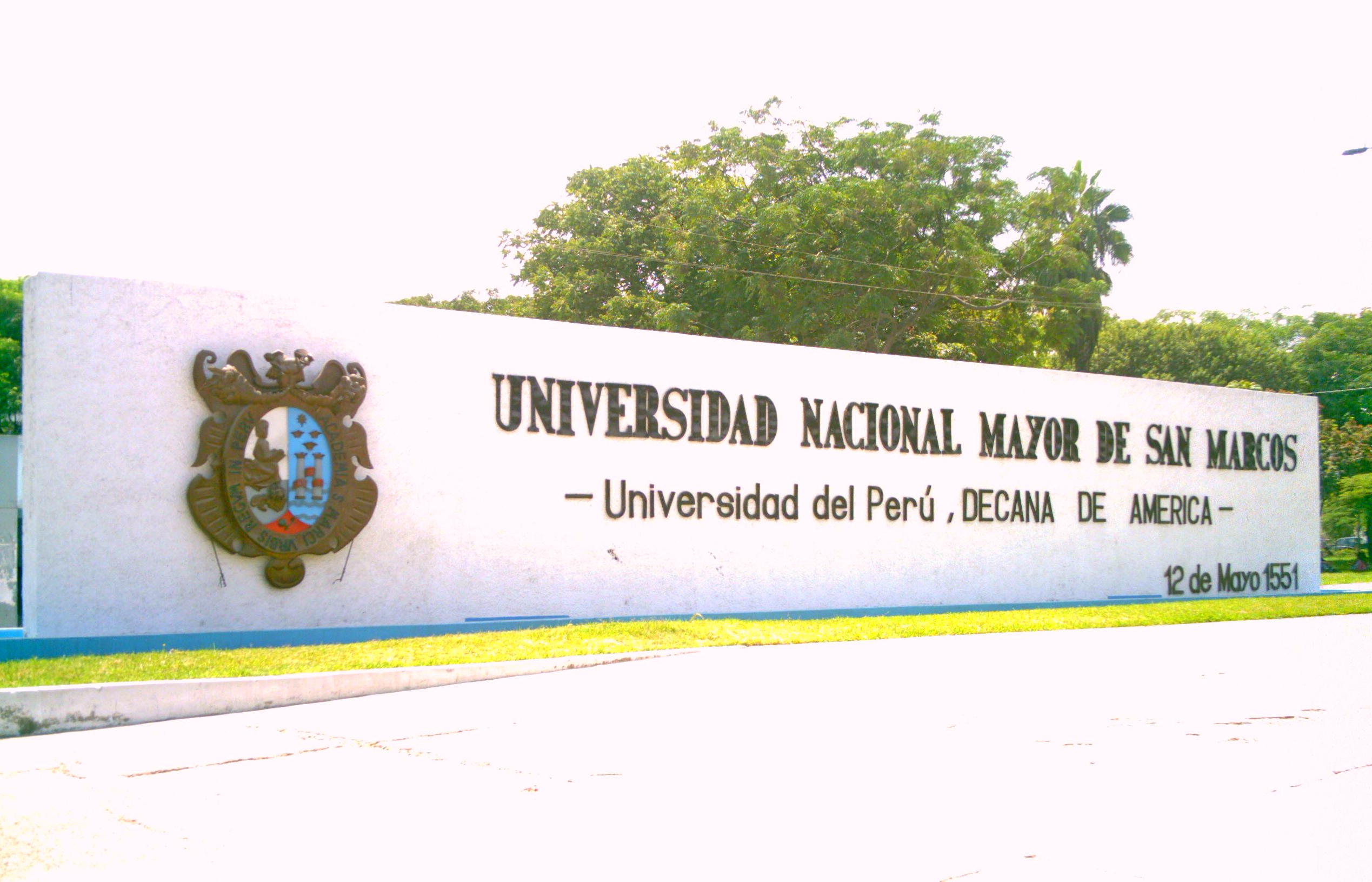
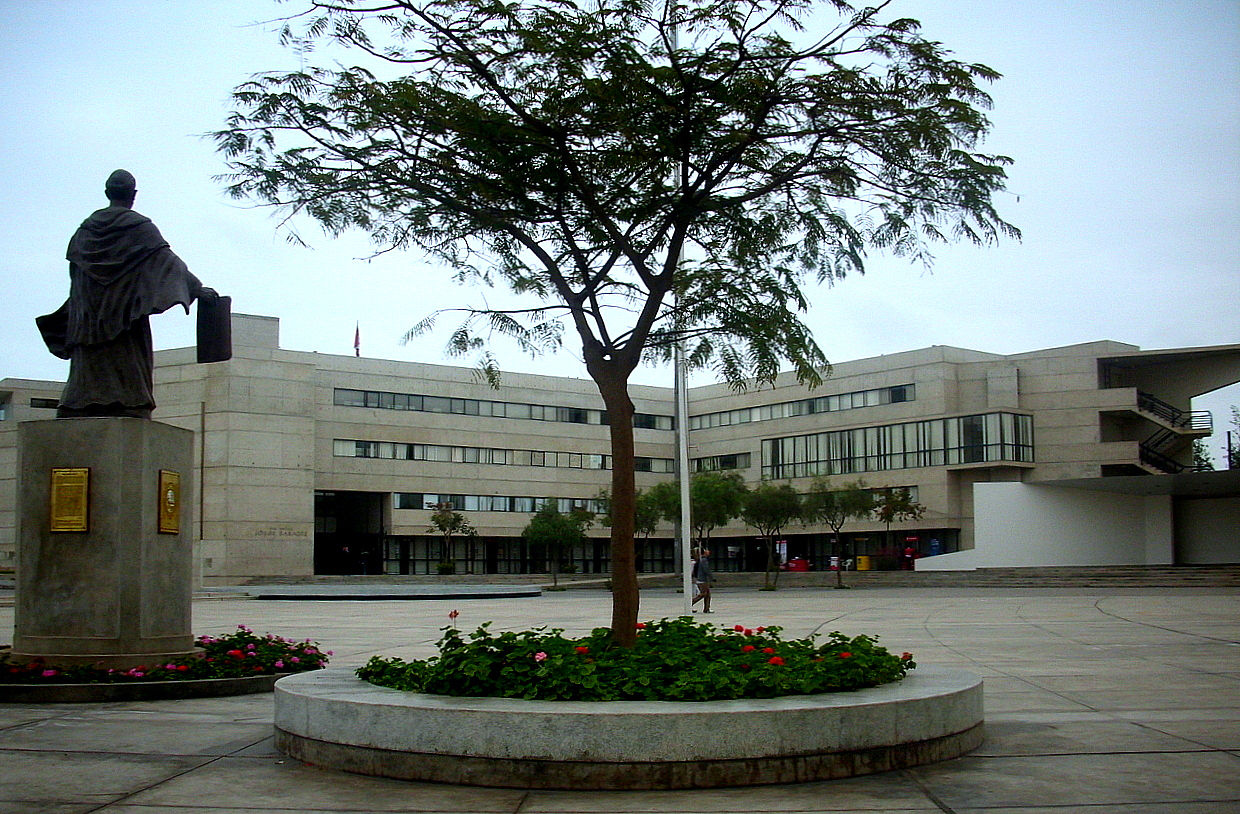
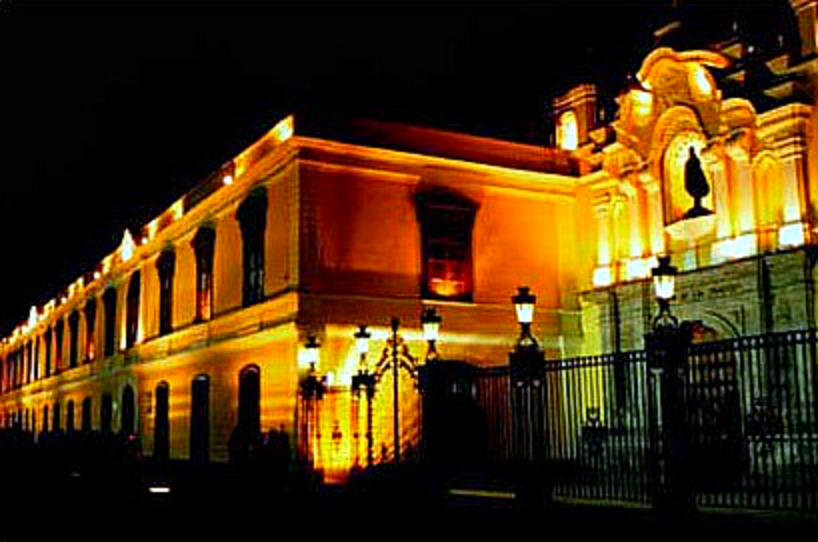

## Docentes e discentes notáveis
Em seus mais de 450 anos, a instituição formou diversos personagens que se destacaram no contexto latino-americano, dentre os quais estão:
- Santiago Antúnez de Mayolo
- José María Arguedas
- Jorge Basadre
- Alfredo Bryce Echenique
- Daniel Alcides Carrión
- Honorio Delgado
- Alan García
- César Omar Carranza Tomayo
- Gustavo Gutiérrez
- Víctor Raúl Haya de la Torre
- Cayetano Heredia
- Luis Alberto Sánchez
- Julio C. Tello
- Hipólito Unanue
- Abraham Valdelomar
- César Vallejo, um dos principais poetas do século XX.
- Mario Vargas Llosa ( Nobel de Literatura 2010)
- Federico Villarreal

## Doutores Honoris Causa
- Pablo Neruda, poeta chileno
- João Paulo II, papa
- José Luis Bustamante y Rivero, ex-presidente do Tribunal Internacional de Justiça, em Haya
- General Charles de Gaulle, ex-presidente da França
- Ban Ki-Moon, Secretário-geral das Nações Unidas